# Anna Winlock
Anna Winlock (15 de setembre de 1857- 4 de gener de 1904) fou una astrònoma estatunidenca, filla del també astrònom Joseph Winlock i d'Isabella Lane.

## Vida
Anna Winlock assistí a les escoles de Cambridge, on estudià grec clàssic i matemàtiques i, influïda pel seu pare, s'inicià en el món de l'astronomia. Les seves acurades observacions i càlculs li permeteren entrar al Harvard College Observatory (essent la primera dona a sou d'aquesta institució). Amb el seu salari mantenia tota la seva família (mare i quatre germans petits), ja que el seu pare es va morir just quan ella va acabar els seus estudis. Gràcies a la qualitat de la seva feina, l'observatori aviat va contractar més dones, generant una forta polèmica perquè cobraven molt menys que els seus companys homes. Va continuar a la mateixa feina fins que va morir als 47 anys.

## Aportacions
Les seves principals aportacions relacionaven matemàtiques i astronomia. Amb els seus càlculs, es van poder reduir les observacions necessàries. Col·laborà al llarg de dues dècades en l'addició de cossos estel·lars a l'Astronomische Gesellschaft Katalog (particularment dins l'anomenat Cercle de Cambridge) i localitzà nombroses estrelles variables. També contribuí a l'estudi dels asteroides, en especial (433) Eros i (475) Ocllo, dels quals va descriure l'òrbita.